# Caner Bulut
Caner Bulut (* 3. März 1989 in Antakya) ist ein türkischer Fußballspieler, der für Elazığspor spielt.

## Karriere

### Vereinskarriere
Caner Bulut begann mit dem Vereinsfußball als Dreizehnjähriger in der Jugendabteilung von Hatayspor und erhielt dort im Frühjahr 2007 einen Profivertrag. Bis zum Saisonende machte er zwei Ligaspiele. Die zweite Spielzeit spielte er wieder überwiegend für die Jugendmannschaft und kam als Ergänzungsspieler zu einem Einsatz für die Profis. In der dritten Spielzeit eroberte er sich auf Anhieb einen Stammplatz und verpasste mit seiner Mannschaft erst im letzten Play-off-Spiel den Aufstieg in die TFF 2. Lig.
Zur Spielzeit wechselte er zum Süper-Lig-Klub Gaziantepspor. Hier spielte er ein halbes Jahr lang ausschließlich für die Reservemannschaft und verbrachte die Rückrunde dieser Saison beim Zweitligisten Boluspor.
Die Spielzeit begann er beim Drittligisten Adana Demirspor und wechselte zur Rückrunde bei zu Eyüpspor.
Zur Saison 2011/12 wechselte er zu Elazığspor und kam in seiner ersten Saison als Ergänzungsspieler lediglich zu einigen wenigen Einsätzen. Am vorletzten Spieltag schaffte man den sicheren Aufstieg in die Süper Lig. Für die Rückrunde der Saison 2012/13 wurde er an den Zweitligisten Karşıyaka SK ausgeliehen.
Im Frühjahr 2014 löste er seinen Vertrag mit Elazığspor nach gegenseitigem Einvernehmen auf und wechselte zu seinem Heimatverein Hatayspor.

## Erfolge
- Mit Elazığspor:
  - Vizemeister der TFF 1. Lig und Aufstieg in die Süper Lig: 2011/12